# Paragryne quadrimaculata
Genre
Espèce
Paragryne quadrimaculata, unique représentant du genre Paragryne, est une espèce d'opilions laniatores de la famille des Cosmetidae.

## Distribution
Cette espèce est endémique de Bahia au Brésil.

## Description
Le syntype mesure 5,5 mm.

## Publication originale
- Roewer, 1912 : « Die Familie der Cosmetiden der Opiliones-Laniatores. » Archiv für Naturgeschichte, vol. 78, no 10, p. 1–122 (texte intégral).